# Gorgonidium mirabile
Gorgonidium mirabile är en kallaväxtart som beskrevs av Heinrich Wilhelm Schott. Gorgonidium mirabile ingår i släktet Gorgonidium och familjen kallaväxter.
Artens utbredningsområde är Bolivia. Inga underarter finns listade.